# リッキー・ファウラー
リッキー・ユタカ・ファウラー（Rickie Yutaka Fowler, 1988年12月13日 - ）は、アメリカ・カリフォルニア州アナハイム出身のプロゴルファー。アマチュア時代の2007年から2008年にかけて世界アマチュアゴルフランキングで世界ランク1位の座を通算36週保持し、2009年にプロ転向。2010年にはPGAツアーの新人賞（ルーキー・オブ・ザ・イヤー）を受賞した。

## 生い立ち
アメリカ・カリフォルニア州アナハイムにて生まれる。もともとは、モトクロスのレーサーで、14歳の時にゴルフに転向する。実際、契約先のプーマのCMでファウラーがオートバイに乗ってカップインさせるCMが公開されている。ファウラーはドライビングレンジのみでほぼ独学で練習をしていた。後に、カリフォルニア州マリエータにあるマリエータ・バレー高校に進学する。高校の最終学年の時に、SWリーグで64-69=133のスコアで優勝する。高校を卒業後、オクラホマ州立大学に進学する。ファウラーの大学での初優勝は、2007年10月1日に行われたイリノイ大学アーバナ・シャンペーン校主催のFighting Illini Invitationalで、2位と1打差の203（70–63–70）打で優勝している。
2005年、夏にウェスタン・ジュニア選手権で優勝を果たし、全米アマチュアゴルフ選手権にも出場した。全米アマでは、後年に優勝するリッチー・ラムゼイに敗れている。
2006年、ファウラーは、全米ジュニアアマチュアゴルフ選手権に出場して137打で2日間のストロークプレーを終え、決勝ラウンドに進んだが、マッチプレーの2回戦で敗退している。
2007年、6月にSunnehanna Amateurで優勝、7月にはPlayers Amateurで優勝を果たす。ウォーカーカップの代表選手にも選ばれ、アメリカの勝利に貢献する。
2008年、Sunnehanna Amateurで優勝し、大会2連覇を達成。全米オープンにも出場し、初日を−1 (70)でラウンドし、7位タイにつける。ファウラーは予選を通過したが、最後は60位タイまで順位を下げる。10月には、アイゼンハワートロフィーに出場し、アメリカの2位に貢献、ファウラーは個人優勝を果たしている。
2009年、2度目のウォーカーカップの代表選手に選ばれ、再びアメリカの勝利に貢献する。Sunnehanna Amateurでは、3位で終わった。

## プロ入り後
ウォーカーカップの後の9月に、ファウラーはプロに転向し、ネイションワイドツアーのアルバートソンズ・ボイジオープンでデビューを果たす。2009年9月に、タイトリストと道具提供の複数年契約を結んだことを発表した。同様に、プーマとウェアの契約を複数年結んだ。その後、ロレックスとも契約を結んだ。
ファウラーのプロ入り後のPGAツアー初出場は、ジャスティン・ティンバーレイク・シュライナーズホスピタル for チルドレンで、7位タイで終わっている。次戦である、アリゾナ州スコッツデールにあるグレイホークゴルフクラブで行われたフライズ・ドットコム・オープンにも出場しており、この時はプレーオフの末敗れ、2位タイに終わった。ファウラーは最終日に、5番ホールでホールインワンを記録しており、4日間連続でイーグルを記録している。
2009年12月に、クオリファイイング・スクールを受け、15位タイで通過し、2010年のPGAツアーのシード権を獲得した。
2010年、2月に行われたウェストマネジメント フェニックスオープンで2位で終わる。6月には、メモリアル・トーナメントで最終日首位でスタートするが、スコアを伸ばせず、2位に終わった。しかし、これがきっかけで世界ゴルフランキングで50位以内にランクインする。9月には、ライダーカップのアメリカ代表にキャプテン推薦でメンバー入りする。21歳9か月でメンバー入りしたファウラーは、アメリカ代表としては最年少で選ばれた。なお、ヨーロッパ代表では、1999年にセルヒオ・ガルシアが19歳で代表に選ばれており、ライダーカップの中で最年少で選ばれた代表となっている。しかし、ファウラーは第2セッションのフォーサム競技でルール違反を犯してしまった。1ダウンを喫した後の4番ホールで、ぬかるみにつかまったボールの救済を受け、ルール上はぬかるんだボールをそのままドロップすることになっているが、ファウラーは誤ってポケットの中にあったボールをドロップして、そのまま打ってしまったため、アメリカチームは罰を受け2ダウンとなってしまった。しかし、1ダウンで迎えた最終ホールでペアであるジム・フューリクが3打目をピンに寄せてファウラーがバーディーパットを決め、引き分けに持ち込んだ。ファウラーのミスに関して、アメリカのキャプテンコーリー・ペイビンは、「ファウラーの経験不足が原因」と言っている。その一方で、最終日のシングルマッチで、エドアルド・モリナリに対して、12番ホールを終わった時点で4ダウンだったが、残りの6ホールで引き分け持ち込んだ。特に、最後の4ホールで連続バーディーを奪うなど、キャプテンのペイビンも「信じられない」と言っている。
ファウラーは2010年のトーナメントでトップ10に7回入った実績などが評価され、2010年のアメリカPGAツアーの新人賞を受賞した。これに対して、北アイルランドのローリー・マキロイの方が新人賞に相応しいという意見が出た。
2011年、メジャー第3戦の全英オープンでは5位タイに入る活躍を見せた。
2011年10月、ワンアジアツアーの韓国オープンでプロ初優勝を果たした。

## 人物
ファウラーのミドルネームの「ユタカ」は、母方の祖父が日系2世のため、そこから来ている。また、母方の祖母はナバホ族の人物である。
派手な服装が特徴だが、最終日には必ず出身大学であるオクラホマ州立大学のスクールカラーであるオレンジ色のウェアを着るという。
ラウンド前には、必ずTwitterで「Go Time!（さぁ、行くぞ!）」と呟く。
同世代の石川遼 (Ryo Ishikawa) 、ローリー・マキロイ (Rory McIlroy) そしてリッキー・ファウラー (Rickie Fowler) の3人のファーストネームの頭文字をとって3Rと呼ぶことがある。
ザ・プレーヤーズ選手権の開幕前に米ゴルフ雑誌等が選手を対象に「最も過大評価されている選手」は誰であるかとアンケート調査を行ったところ、イアン・ポールターと並んで同率1位の24％の票を獲得してしまった。しかし直後のこの大会で見事に優勝を果たした。

## 通算成績 (10勝)

### PGAツアー (6勝)
| No. | 年月日        | トーナメント                                     | スコア          | パー | 打差       | 2位（タイ）                              |
| --- | ------------- | ------------------------------------------------ | --------------- | ---- | ---------- | ---------------------------------------- |
| 1   | 2012年5月6日  | ウェルズ・ファーゴ選手権                         | 66–72–67–69=274 | −14  | プレーオフ | ローリー・マキロイ、 D.A・ポインツ       |
| 2   | 2015年5月10日 | ザ・プレーヤーズ・チャンピオンシップ             | 69-69-71-67=276 | −12  | Playoff    | セルヒオ・ガルシア, ケビン・キスナー     |
| 3   | 2015年9月7日  | ドイツ銀行選手権                                 | 67-67-67-68=269 | −15  | 1打差      | ヘンリク・ステンソン                     |
| 4   | 2017年2月26日 | ザ・ホンダ・クラシック                           | 66-66-65-71=268 | −12  | 4打差      | モーガン・ホフマン, ゲリー・ウッドランド |
| 5   | 2019年2月3日  | ウェイスト・マネジメント・フェニックス・オープン | 64-65-64-74=267 | −17  | 2 strokes  | ブランデン・グレース                     |
| 6   | 2023年7月2日  | ロケットモーゲージクラシック                     | 67-65-64-68=264 | −24  | Playoff    | Adam Hadwin, コリン・モリカワ            |

プレーオフ記録 (3勝2敗)
| No. | 年     | 大会                                 | 対戦相手                                   | 内容                                                                                         |
| --- | ------ | ------------------------------------ | ------------------------------------------ | -------------------------------------------------------------------------------------------- |
| 1   | 2009年 | フライズドットコムオープン           | トロイ・マットソン, ジェイミー・ラブマーク | プレーオフ2ホール目、マットソンがバーディーで勝利                                            |
| 2   | 2012年 | ウェルズ・ファーゴ選手権             | ローリー・マキロイ, D.A.ポインツ           | プレーオフ1ホール目、バーディーで勝利                                                        |
| 3   | 2015年 | ザ・プレーヤーズ・チャンピオンシップ | セルヒオ・ガルシア, ケビン・キスナー       | 3ホールによるプレーオフでガルシアが脱落後、キスナーとのプレーオフ1ホール目、バーディーで勝利 |
| 3   | 2016年 | フェニックス・オープン               | 松山英樹                                   | プレーオフ4ホール目、松山に敗れる（松山：パー、ファウラー：ボギー）                          |
| 5   | 2023年 | ロケットモーゲージクラシック         | Adam Hadwin, コリン・モリカワ              | プレーオフ1ホール目、バーディーで勝利                                                        |

### ヨーロピアンツアー(2勝)2023年
| No. | 日時          | 大会                     | 優勝スコア      | パー | 打差  | 2位（タイ）                                |
| --- | ------------- | ------------------------ | --------------- | ---- | ----- | ------------------------------------------ |
| 1   | 2015年7月12日 | スコティッシュ・オープン | 66-68-66-68=268 | −12  | 1打差 | ラファエル・ジャクリン, マット・クーチャー |
| 2   | 2016年1月24日 | アブダビHSBCゴルフ選手権 | 70-68-65-69=272 | −16  | 1打差 | トーマス・ピータース                       |

### ワンアジアツアー(1勝)
| No. | 日時          | 大会         | 優勝スコア            | 打差  | 2位                |
| --- | ------------- | ------------ | --------------------- | ----- | ------------------ |
| 1   | 2011年10月9日 | 韓国オープン | -16 (67-70-63-68=268) | 6打差 | ローリー・マキロイ |

### その他(1勝)
- 2017年：ヒーロー・ワールドチャレンジ

## メジャー大会での成績
| 大会         | 2008 | 2009 | 2010 | 2011 | 2012 | 2013 | 2014 | 2015 | 2016 | 2017 | 2018 |
| ------------ | ---- | ---- | ---- | ---- | ---- | ---- | ---- | ---- | ---- | ---- | ---- |
| マスターズ   | DNP  | DNP  | DNP  | T38  | T27  | T38  | T5   | T12  | CUT  | T11  | 2    |
| 全米オープン | T60  | CUT  | DNP  | CUT  | T41  | T10  | T2   | CUT  | CUT  | T5   | T20  |
| 全英オープン | DNP  | DNP  | T14  | T5   | T31  | T117 | T2   | T30  | T46  | T22  | T28  |
| 全米プロ     | DNP  | DNP  | T58  | T51  | T104 | T19  | T3   | T30  | T33  | T5   | T12  |

DNP = 不出場

CUT = 予選落ち

"T" = タイ

黄色の背景で示されているのは、トップ10入り。

## 世界ゴルフ選手権での成績
| 大会               | 2010 | 2011 | 2012 | 2013 | 2014 | 2015 | 2016 | 2017 | 2018 |
| ------------------ | ---- | ---- | ---- | ---- | ---- | ---- | ---- | ---- | ---- |
| メキシコ           | DNP  | 8    | T45  | T35  | T44  | T12  | T8   | T16  | T37  |
| マッチプレー選手権 | DNP  | R16  | R32  | R32  | 3    | R16  | T38  | DNP  | DNP  |
| ブリヂストン       | T33  | T2   | T60  | T21  | T8   | T10  | T10  | 9    |      |
| HSBC               | T25  | DNP  | DNP  | T55  | T3   | T17  | T6   | DNP  |      |

DNP = 不出場

QF, R16, R32, R64 = マッチプレーでのベスト入り順位

CUT = 予選落ち

"T" = タイ

黄色の背景で示されているのは、トップ10入り。